# Bataille d'Isly (1844)
Pour les articles homonymes, voir Bataille d'Isly.
 (août 2012).
Guerre franco-marocaine (1844)
La bataille d'Isly du 14 août 1844, près d'Isly à la frontière algéro-marocaine, est un conflit militaire opposant les troupes françaises aux armées marocaines, menée par le prince Moulay Mohammed et constituée principalement des volontaires issus de la grande confédération tribale berbère des Béni-Snassen, et des tribus Ahl Angad et Bni Oukil.
Elle est liée à la lutte des français contre l'Émir Abdelkader qui rejoint l'armée marocaine et se solde par un repli des troupes marocaines demandé par le sultan à la suite des bombardements de Tanger et de Mogador par la Marine française.

## Contexte et prélude
À la suite des débuts de la conquête d'Algérie en 1830, l'émir Abdelkader avait, en 1832, pris la tête des tribus de la région de Mascara pour s'opposer aux Français. Un premier traité, signé par le général Desmichels en 1834, lui fut jugé trop favorable : en 1837, le maréchal Bugeaud fut donc chargé d'en signer un nouveau, le traité de la Tafna, qui exigeait qu'Abd el-Kader reconnaisse la souveraineté de la France en Afrique du Nord, en échange de quoi la France reconnaissait l’autorité d’Abd el-Kader sur une grande partie de l’Algérie (environ les deux tiers : l'ensemble du beylik de l'ouest – à l'exception des villes d'Oran, Arzew, Mostaganem et Mazagran –, le beylik du Titteri et la province d'Alger – à l'exception d'Alger et de Blida ainsi que de la plaine de la Mitidja et du Sahel algérois.).
Néanmoins, Abd el-Kader n’avait de cesse de vouloir en chasser les Français. Dans ce but, il demanda et obtint l'appui du sultan du Maroc le 5 mai 1839. Il avait levé une véritable armée et en novembre 1839, appuyé par le sultan du Maroc, Abd Al-Rahman, il déclarait la guerre à la France, à la suite du franchissement des Biban par l'armée française.
En réaction, les Français entreprirent alors véritablement la conquête systématique du pays, dont la monarchie de Juillet fit un motif de fierté nationale et d’héroïsme militaire. Cette conquête fut l’œuvre du maréchal Bugeaud de La Piconnerie, nommé gouverneur en 1840. Abd el-Kader vit sa capitale détruite à Taguin en 1843 à la suite de la bataille de la Smala et fut refoulé dans le désert. Il se réfugia alors au Maroc, mais, au même moment, il fut ordonné à l’armée du sultan Abd Al-Rahman à Isly de se replier, tandis que la marine française bombardait les ports de Mogador et Tanger. Abd el-Kader ne pouvait plus être protégé par le sultan qui craignait que les Français continuent leurs bombardements sur les villes marocaines. Après trois années de guérilla, Abd el-Kader se rendit à Lamoricière en 1847.

## Forces en présence

### Forces françaises
Avant-garde (colonel Cavaignac) :
- 8e bataillon de Chasseurs d’Orléans
- 32e régiment d'infanterie de ligne
- 53e régiment d'infanterie de ligne (1 bataillon)

Aile droite (général Bedeau):
- 13e régiment d'infanterie légère
- 15e régiment d'infanterie légère
- un bataillon de zouaves
- 9e bataillon de Chasseurs d'Orléans
- 2e régiment de Hussards (2 escadrons)
- 1er escadron de Chasseurs à Cheval

Aile gauche (colonel Pélissier) :
- 6e régiment d'infanterie légère
- 48e régiment d'infanterie de ligne
- 10e bataillon de chasseurs d'Orléans
- Escadrons de spahis algériens (Alger et Oran)
- 4e régiment de Chasseurs à cheval

Arrière-garde (colonel Cachot) :
- 3e régiment d'infanterie légère
- 6e bataillon de Chasseurs d’Orléans

## Déroulement
Le 6 août 1844, Tanger avait été bombardée par des navires français commandés par le prince de Joinville, fils du roi Louis-Philippe.
Dans la nuit du 15 au 16 août, le gouverneur général ayant réuni toutes ses forces ne s’élevant qu’à 11 000 hommes, se porta sur le camp marocain établi à la position de Djarf el-Akhdar, à peu de distance d’Oujda, sur la rive droite de l’oued Isly, un sous-affluent de la Tafna.
Devant avoir affaire presque exclusivement à de la cavalerie, il avait formé de son infanterie un grand losange dont les faces se composaient elles-mêmes de petits carrés. La cavalerie était dans l’intérieur de ce losange qui marchait par un de ses angles dûment pourvu d’artillerie.
Au point du jour, voyant s’avancer l’armée française, le sultan lança contre elle toute la cavalerie marocaine présentant une masse de 20 000  à   25 000  chevaux. Cette charge ne parvint pas à forcer les lignes de tirailleurs, et fut bientôt séparée en deux par les carrés qui s’avançaient dans la cavalerie. Le maréchal Bugeaud fit alors sortir sa cavalerie. Celle-ci se formant par échelons, chargea la cavalerie marocaine qui était à la gauche de l'armée et la dispersa après avoir vaincu plusieurs centaines de ses cavaliers. Le premier échelon, composé de six escadrons de spahis et commandé par le colonel Yousouf, ne voyant plus devant lui que le camp marocain encore tout dressé, s’y précipita. Onze pièces de canon qui en couvraient le front de bandière firent feu une seule fois. Les artilleurs marocains n’eurent pas le temps de recharger.
L’infanterie marocaine battit en retraite sur ordre du sultan et se dispersa dans des ravins où la cavalerie française ne pouvait la poursuivre, et gagna par de longs détours, la route de Taza. À la suite de cela, les troupes françaises firent de même et le conflit se solda par le traité de Tanger, qui obligeait le sultan 'Abd ar-Rahmân Ibn Hishâm al-'Alawi à reconnaitre la légitimité de la présence française en Algérie et à ne plus apporter de soutien à l'Emir Abd-el-Kader. Quinze ans plus tard, en dépit de ce traité et indépendamment du sultan, la tribu des Beni-Snassen, soutenue par les tribus d'Ahl Angad, de Bni Oukil et des M'hayia (Oujda), lança une puissante offensive sur les troupes coloniales en Algérie française en 1859, sous l'influence des marabouts qui prédisaient un terme de 30 ans à la présence française en Algérie. Cette offensive provoqua l'expédition française contre les Beni-Snassen et les tribus arabes d'Oujda.

## Bilan et conséquences

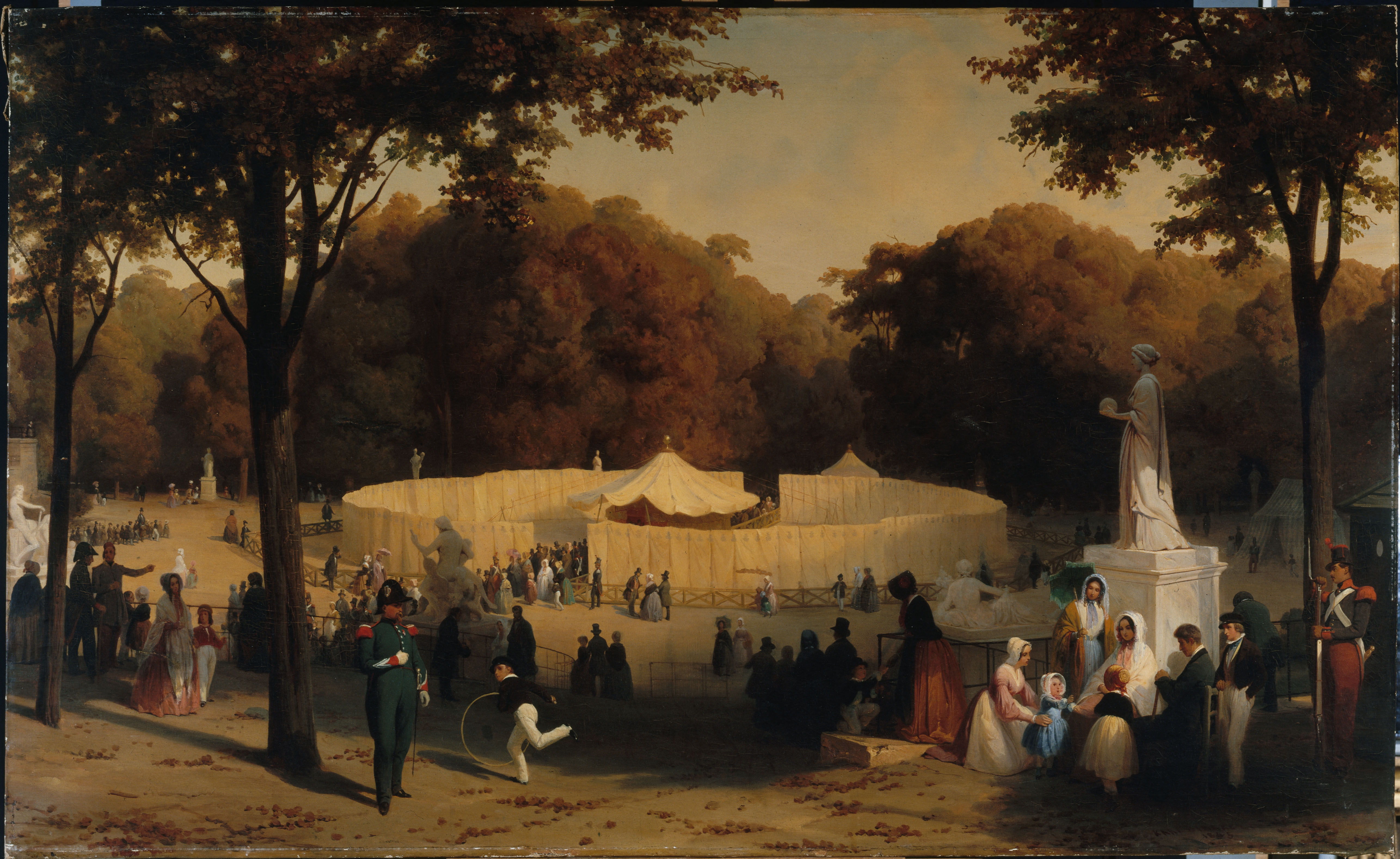
Exposition au jardin des Tuileries de la tente du chef de l'armée marocaine.

Les trophées de la victoire furent onze pièces de canon, dix-huit drapeaux, toutes les tentes des Marocains, y compris celle de Sidi-Mohammed richement meublée, enfin, des approvisionnements de tous genres. Les pertes en hommes des Marocains furent de 800 morts.

## Hommages
Le maréchal Bugeaud fut fait duc d'Isly à l'issue de cette victoire.
Le tableau d'Horace Vernet fait partie d'une commande de plusieurs tableaux le 27 décembre 1844, pour la « salle du Maroc » à Versailles.
Plusieurs communes de France baptisent une voie publique de l’Isly en mémoire de ce conflit, comme à Grenoble, Lille, Limoges, Lyon, Marseille, Paris, Rennes, Toulouse ou Verdun. À Alger, il a existé une rue d’Isly, où eut lieu la fusillade de la rue d'Isly le 26 mars 1962.
La 27e promotion de Saint-Cyr (1843-1845) est baptisée « Promotion d'Isly ».

## Sources
- Annales de l'Algérie